# Pseudogyrtona perversa
Pseudogyrtona perversa là một loài bướm đêm trong họ Noctuidae.